# Jean Choux
Pour les articles homonymes, voir Choux.
Jean Choux est un réalisateur et scénariste franco-suisse, né le 6 mars 1887 à Genève (Suisse) et mort le 2 mars 1946 à Paris 4e.

## Biographie
Jean Robert Choux, de son nom complet, débute comme journaliste en Suisse et publie un recueil de poésies.

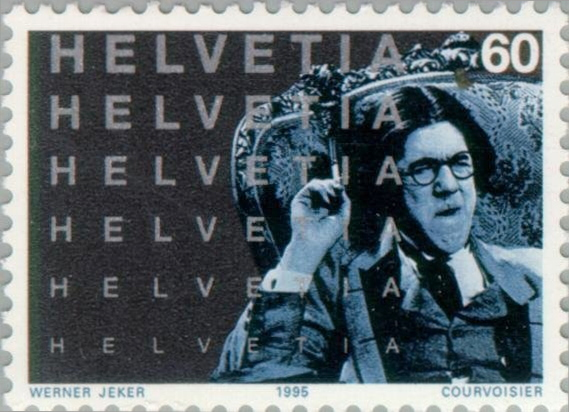
Timbre commémoratif édité par la Poste suisse en 1995 en l’honneur de Michel Simon (La vocation d’André Carel).

En 1925, il réalise en Suisse son premier film, La Vocation d'André Carel ou La Puissance du travail avec Michel Simon et Blanche Montel. À Paris, il tourne cinq autres films muets, tous interprétés par celle qui devient son épouse en 1931, l'actrice française Thérèse Reignier (1891-1952), dont La Terre qui meurt (1926) et Le Baiser qui tue (1929).
En 1931, il remporte un grand succès avec l'adaptation filmée de Jean de la Lune de Marcel Achard avec Madeleine Renaud, Michel Simon et René Lefèvre. Ce succès est dû à Michel Simon, qui avait créé la pièce, et qui tenait à la filmer, mais il est rapidement déçu par Jean Choux et il prit les commandes du projet. Devant le succès du film, Jean Choux exigea que son nom soit crédité.
La même année, dans Un chien qui rapporte, il dirige Arletty dont c’est la première apparition en vedette principale au cinéma. Il tourne notamment Maternité avec Françoise Rosay (1934), Le Greluchon délicat avec Alice Cocéa et Harry Baur (1934), Paris avec Harry Baur (1936), Paix sur le Rhin avec Françoise Rosay et Dita Parlo (1938).
En 1938, il rejoint les studios de Cinecittà à Rome que Mussolini vient de faire construire. Il tourne Angélica, avec Viviane Romance, lorsque la guerre est déclarée. Il réalise un film italo-espagnol, La Naissance de Salomé, avant de retourner en France.
En 1941, il devient le porte-parole cinématographique de Pétain et du gouvernement de Vichy. En 1942, son film La Femme perdue avec Renée Saint-Cyr est « l'un des grands succès commerciaux de l'Occupation ».
Jean Choux meurt le 6 mars 1946 à l'Hôtel-Dieu de Paris dans le 4e arrondissement. Sa dernière réalisation, L'Ange qu'on m'a donné, sort trois semaines après sa mort.

## Filmographie

### Réalisateur
- 1925 : La Vocation d'André Carel ou La Puissance du travail avec Michel Simon, Blanche Montel et Thérèse Reignier
- 1926 : La Terre qui meurt avec Madeleine Renaud et Thérèse Reignier
- 1928 : Espionnage ou la Guerre sans armes avec Thérèse Reignier
- 1929 : Le Baiser qui tue, coréalisé avec Tartarin Malachowski, avec Thérèse Reignier
- 1929 : Chacun porte sa croix avec Thérèse Reignier
- 1930 : Dranem au dancing ou Bonsoir M'sieurs dames (court métrage) avec Dranem et Roland Toutain
- 1930 : La Servante avec Thérèse Reignier
- 1931 : Amours viennoises, coréalisé avec Robert Land, avec Janie Marèse, Roland Toutain et Maurice de Canonge
- 1931 : Jean de la Lune avec Madeleine Renaud, Michel Simon et René Lefèvre
- 1931 : Blanc comme neige avec Léo Courtois et Martine de Breteuil
- 1932 : Un chien qui rapporte avec Arletty et René Lefèvre
- 1932 : Le Mariage de mademoiselle Beulemans avec Pierre Alcover et Berthe Charmal
- 1933 : L'Ange gardien avec André Baugé et Thérèse Reignier
- 1934 : Maternité avec Françoise Rosay et Thérèse Reignier
- 1934 : Le Greluchon délicat avec Alice Cocéa et Harry Baur
- 1936 : Paris avec Harry Baur et Renée Saint-Cyr
- 1937 : Une femme sans importance, d'après Oscar Wilde, avec Pierre Blanchar et Lisette Lanvin
- 1937 : Miarka, la fille à l'ourse avec Marcel Dalio
- 1938 : Paix sur le Rhin avec Françoise Rosay, Dita Parlo et Thérèse Reignier
- 1938 : La Glu avec Marie Bell et André Lefaur
- 1939 : Angélica ou La Rose de sang avec Viviane Romance
- 1940 : Le Café du port avec René Dary et Line Viala
- 1940 : La Naissance de Salomé avec Conchita Montenegro et Armando Falconi
- 1942 : La Femme perdue avec Renée Saint-Cyr et Jean Murat
- 1943 : Port d'attache avec Michèle Alfa et René Dary
- 1945 : La Boîte aux rêves, coréalisé avec Yves Allégret, avec Viviane Romance et Henri Guisol
- 1946 : L'Ange qu'on m'a donné avec Jean Chevrier et Gabrielle Dorziat

Supervision
- 1934 : La Banque Némo de Marguerite Viel avec Victor Boucher et Mona Goya

### Scénariste
- 1937 : Records 37 de Jacques B. Brunius et Jean Tarride (court métrage documentaire)
- 1949 : L'Inconnue n°13 de Jean-Paul Paulin

## Publications
- La Critique au coin d'un bois, coécrit avec Albert Rheinwald, Genève, Imprimerie de la Suisse, 1921 (OCLC 83584357)
- La Louange des arbres, des eaux et des monts, poésie, Ambilly, Société d'imprimerie d'Ambilly, 1924 (OCLC 625512323)
- Michel-Ange et Paul Valéry, essai, Paris, Valdemar Rasmussen éditeur, 1932 (BNF 31944591)
- L'Homme qui a dit : non !, poème posthume écrit pendant l'occupation, in Colonel Rémy, De Gaulle cet inconnu, Monte-Carlo, Solar, 1947 (BNF 32563891)